# Paleomagnetizem
Paleomagnetizem (tudi remanentni magnetizem) je študija usmerjenosti in jakosti Zemljinega magnetnega polja, kot ga ustvarja množica namagnetenih železovih mineralov. Paleomagnetizem je prikazal, da se je magnetno polje planeta s časom spremenilo tako v orientaciji kot v intenziteti. Preučuje občasne zamenjave Zemljinih polov, pomaga pa tudi pri razumevanju in razvoju teorije tektonskih plošč.
Paleomagnetizem gre razdeliti na dve osnovni področji:
- menjavanje lokacije polov – severni magnetni pol redno spreminja svoj položaj glede na Zemljino rotacijsko os. Zaradi tega pojava pride do motenj oziroma različnih prikazov smeri neba na kompasu.
- Zamenjava polarne magnetnosti – Zemljino magnetno polje na čase zamenja svojo polarnost. Te zamenjave so se zgodile v nestalnih presledkih skozi geološko zgodovino.

Dokazi paleomagnetizma, tako zamenjave polov kot manjših menjav njunih lokacij, so bili izjemnega pomena, ko se je v šestdesetih in sedemdesetih letih 20. stoletja pojasnjevala tektonika plošč. Pionirski znanstvenik, ki se je bavil s paleomagnetizmom, je bil angleški fizik baron Patrick Blackett.
Je magnetnost v neki substanci, ki jo lahko zaznamo tudi ko ta substanca ni pod vplivom magnetnaga polja ali pa ta še obstaja, vendar sta smer in jakost spremenjena, kot jo kaže remanentni magnetizem v kamnini. Poznamo tri vrste remanentnega magnetizma: termoremanentni magnetizem, detrični ali depozicijski in kemični remanentni magnetizem.